# Denys Fedas
Denys Fedas (né le 24 septembre 1985 à Kiev) est un athlète ukrainien, spécialiste du saut à la perche.

## Palmarès
| Date | Compétition                   | Lieu     | Résultat | Performance |
| ---- | ----------------------------- | -------- | -------- | ----------- |
| 2007 | Championnats d'Europe espoirs | Debrecen | 3e       | 5,65 m      |
| 2007 | DécaNation                    | Paris    | 1re      | 5,50 m      |

## Performances
Son meilleur saut est de 5,65 m, performance réalisée le 15 juillet 2007 à Debrecen, en Hongrie, (médaille de bronze aux championnats d'Europe espoirs).